# Jazz-Nekrolog 2023

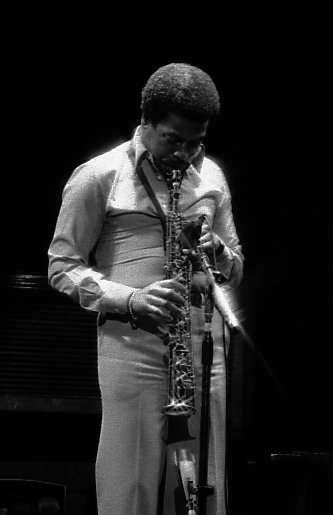
Wayne Shorter
25. August 1933 – 2. März 2023

Nekrolog
◄◄
| ◄
| 2019
| 2020
| 2021
| 2022
| 2023 | 2024 | 2025
Weitere Ereignisse | Allgemeiner Nekrolog 2023
Die Beschreibung der verstorbenen Person sollte so kurz wie möglich gehalten sein und nur deren signifikante Tätigkeit(en) enthalten.
Neue Namen ggf. auch unter dem Geburts- und Sterbedatum, also etwa unter 1. Januar und im Geburts- und Sterbejahr (2024) eintragen (nur bei entsprechender großer Wichtigkeit). Für Beispiele siehe die schon vorhandenen Artikel.
Außerdem über die fünf zuletzt Verstorbenen, zu denen es einen ausreichend guten Artikel für eine Präsentation auf der Hauptseite gibt, nach der todesbedingten Überarbeitung der Artikel ggf. auch unter Wikipedia Diskussion:Hauptseite informieren und sie am besten auch in den anderen Wikipedia-Sprachversionen eintragen. Tipp: Regelmäßig bei news.google.de nach „ist tot“, „gestorben“ oder „verstorben“ suchen.
Wenn eine Person gestorben ist, gibt es viele Seiten zu dieser Person in der Wikipedia, die davon auch betroffen sind und entsprechend aktualisiert werden müssen. Beispiele: Namenübersichtsseite, Geburtsjahr, Geburtsort-Seiten und viele mehr.
Wie finde ich die betroffenen Seiten?
Im Suchfeld auf der linken Seite gibt man den Suchbegriff so ein: „Vorname Nachname“. Dann klickt man auf Volltext und alle Seiten mit entsprechendem Suchtext werden aufgerufen. Hier sieht man dann schnell, wo auch das Todesjahr Sinn macht oder sogar ein Teil des Artikels angepasst werden muss. Auch hilft das „Werkzeug“ auf der linken Seite sehr gut, um solche Seiten aufzufinden: „Links auf diese Seite“. Somit ist die Wikipedia wieder aktuell in allen Bereichen! Hinweis: bei Eintragung der Kategorie „Gestorben JAHR“ wird der Missbrauchsfilter 49 ausgelöst, was jedoch nicht schlimm ist. Siehe: Spezial:Missbrauchsfilter/49

## Dezember
Bearbeitungshinweis: Neue Todesfälle bitte absteigend nach Tagen geordnet eintragen. Die Todesfälle desselben Tages bitte in alphabetischer Reihenfolge einfügen.
| Tag          | Name                   | Beruf, bekannt als                                            | Alter | Beleg |
| ------------ | ---------------------- | ------------------------------------------------------------- | ----- | ----- |
| 31. Dezember | Jay Clayton            | US-amerikanische Sängerin                                     | 82    |       |
| 29. Dezember | Sam Burtis             | US-amerikanischer Posaunist und Tubist                        | 75    |       |
| 29. Dezember | Tom Coppola            | US-amerikanischer Pianist und Arrangeur                       | 78    |       |
| 29. Dezember | Bob Gatzen             | US-amerikanischer Schlagzeug-Entwickler                       | 74    |       |
| 29. Dezember | Maurice Hines          | US-amerikanischer Tänzer, Sänger, Choreograf und Schauspieler | 80    |       |
| 29. Dezember | Jarek Małys            | polnischer Pianist                                            | 63    |       |
| 29. Dezember | Les McCann             | US-amerikanischer Pianist                                     | 88    |       |
| 28. Dezember | Dave Bailey            | US-amerikanischer Schlagzeuger                                | 97    |       |
| 27. Dezember | Bob Parker             | US-amerikanischer Illustrator                                 | 97    |       |
| 27. Dezember | Jim Ryan               | US-amerikanischer Saxophonist                                 | ≈88   |       |
| 26. Dezember | Wayne Baird            | neuseeländischer Gitarrist                                    | 71    |       |
| 26. Dezember | Tony Oxley             | britischer Schlagzeuger                                       | 85    |       |
| 25. Dezember | Pierre Bouru           | Schweizer Schlagzeuger und Promoter                           | 95    |       |
| 24. Dezember | Willie Ruff            | US-amerikanischer Hornist und Bassist                         | 92    |       |
| 23. Dezember | Frank Cassenti         | französischer Filmemacher                                     | 78    |       |
| 23. Dezember | Michael Friis          | dänischer Bassist                                             | 73    |       |
| 23. Dezember | Neil Slaven            | britischer Musikproduzent, Autor und Diskograf                | 79    |       |
| 20. Dezember | Torben Ulrich          | dänischer Musiker, Künstler, Lyriker und Tennisspieler        | 95    |       |
| 18. Dezember | Catherine Ceresole     | Schweizer Fotografin                                          | 67    |       |
| 18. Dezember | Funmi Ononaiye         | US-amerikanischer DJ, Perkussionist und A&R                   |       |       |
| 18. Dezember | Lewis Pragasam         | malaysischer Schlagzeuger                                     | 66    |       |
| 17. Dezember | Rob van Kreeveld       | niederländischer Pianist                                      | 82    |       |
| 16. Dezember | Carlos Lyra            | brasilianischer Sänger, Komponist und Gitarrist               | 90    |       |
| 16. Dezember | Rafael Moll            | spanischer Musikproduzent und -veranstalter                   | 72    |       |
| 16. Dezember | Don Simpson            | US-amerikanischer Bassist und Arrangeur                       | 98    |       |
| 15. Dezember | Guy Marchand           | französischer Schauspieler, Klarinettist und Sänger           | 86    |       |
| 13. Dezember | John DeSalme           | US-amerikanischer Holzbläser                                  | 88    |       |
| 13. Dezember | Claude Olmos           | französischer Gitarrist                                       | 77    |       |
| 12. Dezember | Jerry Puckett          | US-amerikanischer Gitarrist                                   | 84    |       |
| 11. Dezember | Russell Hicks          | US-amerikanischer Jazz- und Countrymusiker                    | 81    |       |
| 11. Dezember | Elith Nykjær Jørgensen | dänischer Klarinettist                                        | 86    |       |
| 11. Dezember | Marcel Papaux          | Schweizer Schlagzeuger                                        | 63    |       |
| 11. Dezember | Don Swindell           | US-amerikanischer Trompeter und Hörfunk-Produzent             | 70    |       |
| 10. Dezember | John Frosk             | kanadischer Trompeter                                         | 92    |       |
| 9. Dezember  | Martin Davidson        | britischer Musikproduzent (Emanem Records)                    | 81    |       |
| 8. Dezember  | Rainer Hartmann        | deutscher Gitarrist                                           | 65    |       |
| 8. Dezember  | Alan Raph              | US-amerikanischer Blechbläser                                 | 92    |       |
| 7. Dezember  | Neil Bridge            | US-amerikanischer Pianist                                     | 94    |       |
| 7. Dezember  | Zita Carno             | US-amerikanischer Pianist und Coltrane-Forscher               | 88    |       |
| 7. Dezember  | Lola Dee               | US-amerikanische Sängerin                                     | 95    |       |
| 5. Dezember  | Norman Lear            | US-amerikanischer Drehbuchautor und Filmproduzent             | 101   |       |
| 5. Dezember  | Lils Mackintosh        | niederländische Sängerin                                      | 68    |       |
| 4. Dezember  | Michel Sardaby         | französischer Pianist                                         | 88    |       |
| 2. Dezember  | Roy Gerson             | US-amerikanischer Pianist                                     | 64    |       |
| 1. Dezember  | Tom Schroeder          | deutscher Musikjournalist und -veranstalter                   | 85    |       |

## November
| Tag          | Name                       | Beruf, bekannt als                                                                    | Alter | Beleg |
| ------------ | -------------------------- | ------------------------------------------------------------------------------------- | ----- | ----- |
| 28. November | John Colianni              | US-amerikanischer Pianist                                                             | 61    |       |
| 25. November | Brian Godding              | britischer Gitarrist                                                                  | 78    |       |
| 24. November | Jukka Haavisto             | finnischer Akkordeonist, Vibraphonist, Songwriter, Musikberater, -förderer, -archivar | 93    |       |
| 23. November | Steve Voce                 | britischer Autor                                                                      | 89    |       |
| 22. November | Phil Kelly                 | US-amerikanischer Komponist und Arrangeur                                             | 85    |       |
| 21. November | Horacio Malvicino          | argentinischer Gitarrist und Komponist                                                | 94    |       |
| 20. November | Mars Williams              | US-amerikanischer Saxophonist                                                         | 68    |       |
| 19. November | Catherine Christer Hennix  | schwedische Musikerin und Künstlerin                                                  | 75    |       |
| 19. November | Sara Tavares               | portugiesische Sängerin und Komponistin                                               | 45    |       |
| 19. November | Larry McKenna              | US-amerikanischer Saxophonist                                                         | 86    |       |
| 16. November | Peter Solley               | britischer Pianist, Organist und Songwriter                                           | 78    |       |
| 15. November | Claude Fléouter            | französischer Journalist und Mitbegründer der Victoires de la Musique                 |       |       |
| 14. November | Francis Guillon            | französischer Akkordeonist                                                            | 89    |       |
| 14. November | Larry Ramirez              | US-amerikanischer Instrumentenbauer                                                   | 84    |       |
| 13. November | Jack Ireland               | US-amerikanischer Schlagzeuger                                                        | 94    |       |
| 12. November | Umar Raheem                | US-amerikanischer Saxophonist                                                         | 80    |       |
| 11. November | Agonafer Shiferaw          | US-amerikanischer Jazzclub-Besitzer                                                   |       |       |
| 11. November | Tony Williams              | US-amerikanischer Saxophonist                                                         | 92    |       |
| 10. November | Ramón Bufí                 | spanischer Schlagzeuger                                                               |       |       |
| 8. November  | Rock Ferrante              | US-amerikanischer Organist                                                            | 67    |       |
| 8. November  | Thomas Fink                | deutscher Pianist                                                                     | 88    |       |
| 8. November  | Cobi Narita                | US-amerikanische Musikveranstalterin                                                  | 97    |       |
| 6. November  | Michel Pilz                | luxemburgischer Bassklarinettist                                                      | 78    |       |
| 5. November  | Dino Piana                 | italienischer Posaunist                                                               | 93    |       |
| 4. November  | Pat Schwent                | US-amerikanische Saxophonistin und Musikpädagogin                                     | 74    |       |
| 2. November  | Claude Loxhay              | belgischer Musikjournalist                                                            | 76    |       |
| 2. November  | Manfred Selchow            | deutscher Diskograph und Musikveranstalter                                            | 87    |       |
| 1. November  | Vernon Dudley Bohay-Nowell | britischer Banjospieler                                                               | 91    |       |
| 1. November  | Rupert Winter              | neuseeländischer Schlagzeuger                                                         | 91    |       |

## Oktober
| Tag         | Name                | Beruf, bekannt als                                  | Alter | Beleg |
| ----------- | ------------------- | --------------------------------------------------- | ----- | ----- |
| 31. Oktober | Lawrence Cohn       | US-amerikanischer Anwalt und Blues-Produzent        | 91    |       |
| 29. Oktober | Gary Hobish         | US-amerikanischer Toningenieur und Produzent        | 70    |       |
| 24. Oktober | Jan Halsema         | niederländischer Saxophonis                         | 88    |       |
| 22. Oktober | Arni Cheatham       | US-amerikanischer Saxophonist                       | 79    |       |
| 22. Oktober | Lee Berk            | US-amerikanischer Hochschullehrer                   | 81    |       |
| 22. Oktober | Ruud van Lieshout   | niederländischer Tonmeister                         | 99    |       |
| 21. Oktober | Alex Moreira        | brasilianischer Musiker, Produzent und Toningenieur | 58    |       |
| 19. Oktober | Peggy Andrews       | US-amerikanische Saxophonistin                      | 70    |       |
| 19. Oktober | Krystyna Durys      | polnische Sängerin                                  | 38    |       |
| 19. Oktober | Carl Morten Iversen | norwegischer Bassist                                | 75    |       |
| 19. Oktober | Oscar Valdés        | kubanischer Sänger und Perkussionist                | 85    |       |
| 18. Oktober | Lars Westin         | schwedischer Journalist und Produzent               | 75    |       |
| 17. Oktober | Carla Bley          | US-amerikanische Komponistin und Pianistin          | 87    |       |
| 15. Oktober | Jimmy LaRocca       | US-amerikanischer Trompeter                         | 83    |       |
| 14. Oktober | Philippe Carles     | französischer Jazzjournalist und -autor             | 82    |       |
| 14. Oktober | Masahiko Yuh        | japanischer Produzent und Autor                     | 85    |       |
| 12. Oktober | Ali Claudi          | deutscher Jazz- und Bluesmusiker                    | 80    |       |
| 12. Oktober | John Thomas         | US-amerikanischer Jazz- und Fusionmusiker           | 69    |       |
| 10. Oktober | Jens Arne Molvær    | norwegischer Saxophonist und Klarinettist           | 82    |       |
| 9. Oktober  | John Paluch         | US-amerikanischer Pianist                           | 63    |       |
| 5. Oktober  | Brenda Vulgamore    | US-amerikanische Sängerin                           | 68    |       |
| 5. Oktober  | Bill Grahn          | US-amerikanischer Saxophonist                       | 88    |       |
| 4. Oktober  | Don Dygert          | US-amerikanischer Trompeter                         | 87    |       |
| 4. Oktober  | Rebecca Muir        | US-amerikanische Geigerin                           | 68    |       |
| 1. Oktober  | Julian Bahula       | südafrikanischer Schlagzeuger                       | 85    |       |

## September
| Tag           | Name                         | Beruf, bekannt als                                      | Alter | Beleg |
| ------------- | ---------------------------- | ------------------------------------------------------- | ----- | ----- |
| 30. September | Russell Batiste Jr.          | US-amerikanischer Schlagzeuger                          | 57    |       |
| 30. September | Katherine Anderson           | US-amerikanische R&B-Sängerin                           | 79    |       |
| 29. September | Jon Fausty                   | US-amerikanischer Tontechniker                          | 74    |       |
| 27. September | Ernesto „Teto“ Ocampo        | kolumbianischer Gitarrist und Produzent                 | 54    |       |
| 22. September | Alison Bentley               | britische Sängerin und Autorin                          | 65    |       |
| 22. September | François Glorieux            | belgischer Pianist                                      | 91    |       |
| 22. September | Mike Travis                  | britischer Schlagzeuger und Schauspieler                | 78    |       |
| 21. September | Norberto Machline            | argentinischer Pianist und Vibraphonist                 | 80    |       |
| 18. September | Nikolai "Big Nick" Bogaychuk | sowjetisch-russischer Musikproduzent und Radiomoderator | 60    |       |
| 17. September | Artie Cabral                 | US-amerikanischer Schlagzeuger                          | 83    |       |
| 17. September | Wolfgang Engstfeld           | deutscher Saxophonist                                   | 72    |       |
| 16. September | John Marshall                | britischer Schlagzeuger                                 | 82    |       |
| 15. September | Jost Gebers                  | deutscher Bassist und Musikproduzent                    | 82    |       |
| 15. September | Frank Owens                  | US-amerikanischer Pianist                               | 90    |       |
| 6. September  | Richard Davis                | US-amerikanischer Bassist                               | 93    |       |
| 6. September  | Spencer Mbadu                | südafrikanischer Bassist                                | 68    |       |
| 5. September  | Charles Gayle                | US-amerikanischer Holzbläser und Pianist                | 84    |       |
| 5. September  | Chris Panackia               | US-amerikanischer Tonmeister                            | 64    |       |
| 4. September  | Teté Caturla                 | kubanische Sängerin                                     | 85    |       |
| 4. September  | Maj-Britt Kramer             | dänische Jazzmusikerin                                  | 59    |       |
| 3. September  | Axel Jankowski               | deutscher Saxophonist                                   | 58    |       |

## August
| Tag        | Name              | Beruf, bekannt als                                | Alter | Beleg |
| ---------- | ----------------- | ------------------------------------------------- | ----- | ----- |
| 31. August | Curtis Fowlkes    | US-amerikanischer Posaunist                       | 73    |       |
| 29. August | Lee Evans         | US-amerikanischer Pianist und Arrangeur           | 90    | [ 1 ] |
| 29. August | William Shepherd  | US-amerikanischer Posaunist                       | 89    | [ 1 ] |
| 29. August | Mátyás Szandai    | ungarischer Bassist                               | 46    |       |
| 27. August | Robert Pettinelli | französischer Saxophonist                         | 97    |       |
| 26. August | Bosse Broberg     | schwedischer Trompeter                            | 85    |       |
| 26. August | Charlie Ndiaye    | senegalesischer Bassist                           | 75    |       |
| 25. August | Ralph Casale      | US-amerikanischer Gitarrist                       | 84    |       |
| 25. August | Sylvia Mdunyelwa  | südafrikanische Sängerin                          |       |       |
| 21. August | Billy Brooks      | US-amerikanischer Schlagzeuger und Perkussionist  | 80    |       |
| 19. August | Frans Sjöström    | schwedischer Saxophonist                          | 78    |       |
| 18. August | Chico Novarro     | argentinischer Singer-Songwriter                  | 89    |       |
| 16. August | Howard S. Becker  | US-amerikanischer Soziologe und Pianist           | 95    |       |
| 16. August | Harold Childs     | US-amerikanischer Musikmanager                    | 80    |       |
| 16. August | Jerry Moss        | US-amerikanischer Aufnahmeleiter                  | 88    |       |
| 16. August | Michael Parkinson | britischer Fernsehmoderator, Journalist und Autor | 88    |       |
| 15. August | Richard Kent      | US-amerikanischer Saxophonist                     | 72    |       |
| 15. August | Jean-Paul Thiland | französischer Bassist                             | 82    |       |
| 14. August | Harvey Strum      | US-amerikanischer Gitarrist                       | 94    |       |
| 13. August | Clarence Avant    | US-amerikanischer Musikproduzent                  | 92    |       |
| 13. August | Pete Magadini     | US-amerikanischer Schlagzeuger                    | 81    |       |
| 8. August  | Rosemary Squires  | britische Sängerin                                | 94    |       |
| 7. August  | Tom Williams      | US-amerikanischer Trompeter                       | 60    |       |
| 5. August  | Tristan Honsinger | US-amerikanischer Cellist                         | 73    |       |
| 1. August  | Jean-Marc Duménil | französischer Schlagzeuger                        | 63    |       |
| 1. August  | Joseph Makwela    | südafrikanischer Bassist                          | 83    |       |
| 1. August  | Dom Minasi        | US-amerikanischer Gitarrist                       | 80    |       |

## Juli
| Tag      | Name                   | Beruf, bekannt als                                                            | Alter | Beleg |
| -------- | ---------------------- | ----------------------------------------------------------------------------- | ----- | ----- |
| 30. Juli | Mae Arnette            | US-amerikanische Sängerin                                                     | 91    |       |
| 30. Juli | Dietrich Geldern       | deutscher Holzbläser und Gitarrist                                            | 85    |       |
| 30. Juli | Gabriele Kleinschmidt  | deutsche Veranstalterin                                                       | 84    |       |
| 30. Juli | Daniel Vojtíšek        | tschechischer Fotograf                                                        | 73    |       |
| 29. Juli | Gary Gladstone         | US-amerikanischer Fotograf und Musikproduzent                                 | 88    |       |
| 28. Juli | Earl Scheelar          | US-amerikanischer Klarinettist und Kornettist                                 | 93    |       |
| 24. Juli | Leny Andrade           | brasilianische Sängerin                                                       | 80    |       |
| 24. Juli | Denis Badault          | französischer Pianist                                                         | 65    |       |
| 24. Juli | Roman Dyląg            | polnischer Bassist                                                            | 85    |       |
| 24. Juli | Gordon Lowry Harrell   | US-amerikanischer Orchesterleiter                                             | 82    |       |
| 23. Juli | George Scott Jr.       | US-amerikanischer Gitarrist                                                   | 65    |       |
| 22. Juli | Knut Riisnæs           | norwegischer Saxophonist                                                      | 77    |       |
| 21. Juli | Tony Bennett           | US-amerikanischer Sänger                                                      | 96    |       |
| 19. Juli | Frank Cody             | US-amerikanischer Musikproduzent                                              | 75    |       |
| 17. Juli | João Donato            | brasilianischer Pianist, Sänger und Komponist                                 | 88    |       |
| 17. Juli | Barry Martyn           | britischer Schlagzeuger, Produzent und Autor                                  | 82    |       |
| 16. Juli | Alain Rochette         | belgischer Pianist                                                            | 72    |       |
| 16. Juli | Georges Suchot         | französischer Gitarrist und Musikveranstalter                                 | 94    |       |
| 13. Juli | Harriet Choice         | US-amerikanische Musikjournalistin                                            | 81    |       |
| 14. Juli | Ansgar Ballhorn        | deutscher Tonmeister                                                          | 73    |       |
| 14. Juli | Mario Stantchev        | bulgarisch-französischer Pianist                                              | 75    |       |
| 13. Juli | Al Stricker            | US-amerikanischer Banjospieler                                                | 87    |       |
| 12. Juli | Ian Huntley            | südafrikanischer Fotograf                                                     | 84    |       |
| 12. Juli | Gina León              | kubanische Bolero-Sängerin                                                    | 86    |       |
| 12. Juli | Connie Mitchell        | US-amerikanische Sängerin                                                     | 87    |       |
| 12. Juli | Belle Ortiz            | US-amerikanische Mariachi-Musikerin                                           | 90    |       |
| 10. Juli | Ernst-Ludwig Petrowsky | deutscher Holzbläser                                                          | 89    |       |
| 9. Juli  | Michael Baker          | US-amerikanischer Schlagzeuger                                                | 65    |       |
| 8. Juli  | Amos Landry            | kanadischer Musiker                                                           | 100   |       |
| 7. Juli  | Oscar Brashear         | US-amerikanischer Trompeter                                                   | 78    |       |
| 6. Juli  | Paul Knopf             | US-amerikanischer Pianist                                                     | 96    |       |
| 6. Juli  | Peter Nero             | US-amerikanischer Pianist                                                     | 89    |       |
| 6. Juli  | Tom Swift              | US-amerikanischer Tonmeister                                                  | 66    |       |
| 5. Juli  | Rob Agerbeek           | niederländischer Pianist                                                      | 85    |       |
| 5. Juli  | Karim Rome             | US-amerikanischer Saxophonist                                                 | 30    |       |
| 4. Juli  | Vicki Anderson         | US-amerikanische Soulsängerin                                                 | 83    |       |
| 3. Juli  | Mo Foster              | britischer Bassist                                                            | 78    |       |
| 3. Juli  | Lincoln Mayorga        | US-amerikanischer Pianist                                                     | 86    |       |
| 2. Juli  | Félix „Pupi“ Legarreta | kubanisch-US-amerikanischer Geiger, Flötist, Sänger, Komponist und Bandleader | 83    |       |
| 2. Juli  | George C. Miladin      | US-amerikanischer Pianist und Prediger                                        | 88    |       |

## Juni
| Tag      | Name                 | Beruf, bekannt als                                   | Alter | Beleg |
| -------- | -------------------- | ---------------------------------------------------- | ----- | ----- |
| 30. Juni | Ruud Bos             | niederländischer Pianist und Komponist               | 87    |       |
| 30. Juni | Larry Reni Thomas    | US-amerikanischer Autor und Bürgerrechtler           | 73    |       |
| 29. Juni | Don Kennedy          | US-amerikanischer Rundfunkmoderator                  | 93    |       |
| 28. Juni | Dubi Lentz           | israelischer Rundfunkmoderator und Musikveranstalter | 76    |       |
| 27. Juni | Jochen Arp           | deutscher Saxophonist, Bigband-Leiter und Arrangeur  | 78    | [ 2 ] |
| 27. Juni | Howard „Howie“ Shear | US-amerikanischer Trompeter                          | 68    |       |
| 25. Juni | Walter Wolff         | finnischer Pianist und Komponist                     | 42    |       |
| 24. Juni | Roman Dyląg          | polnischer Bassist                                   | 85    |       |
| 24. Juni | Roefie Hueting       | niederländischer Ökonom und Pianist                  | 93    |       |
| 24. Juni | Dave Martell         | US-amerikanischer Posaunist                          | 63    |       |
| 23. Juni | Mickey Gravine       | US-amerikanischer Posaunist                          | 90    |       |
| 23. Juni | Joaquim Lucky Guri   | spanischer Keyboarder                                | 73    |       |
| 23. Juni | Jesse McReynolds     | US-amerikanischer Bluegrass-Musiker                  | 93    |       |
| 22. Juni | Peter Brötzmann      | deutscher Saxophonist und bildender Künstler         | 82    |       |
| 19. Juni | Emili Baleriola      | spanischer Gitarrist                                 | 71    |       |
| 19. Juni | Donnie McKethan      | US-amerikanischer Rundfunkmoderator                  | 86    |       |
| 19. Juni | Max Morath           | US-amerikanischer Ragtime-Pianist                    | 96    |       |
| 18. Juni | Adriano Mazzoletti   | italienischer Autor, Schlagzeuger und Dirigent       | 87    |       |
| 18. Juni | Tom Nicholas         | US-amerikanischer Schlagzeuger und Perkussionist     | 85    | [ 2 ] |
| 16. Juni | Dewey Dellay         | US-amerikanischer Komponist                          | 69    |       |
| 15. Juni | Klaus Nagel          | deutscher Gitarrist und Komponist                    | 86    |       |
| 14. Juni | Robert Gottlieb      | US-amerikanischer Lektor und Journalist              | 92    |       |
| 11. Juni | Martín Rojas         | kubanischer Gitarrist und Komponist                  | 79    |       |
| 11. Juni | Jackie Williams      | US-amerikanischer Schlagzeuger                       | 90    |       |
| 7. Juni  | Florence Manne       | US-amerikanische Jazz-Förderin                       | 102   |       |
| 7. Juni  | Lisl Steiner         | US-amerikanische Fotografin                          | 95    |       |
| 6. Juni  | Dave Koether         | US-amerikanischer Perkussionist                      | 79    |       |
| 5. Juni  | Astrud Gilberto      | brasilianisch-US-amerikanische Sängerin              | 83    |       |
| 5. Juni  | Werner Herbers       | niederländischer Oboist und Dirigent                 | 82    |       |
| 4. Juni  | George Winston       | US-amerikanischer Pianist                            | 74    |       |
| 2. Juni  | Kaija Saariaho       | finnische Komponistin                                | 70    |       |
| 1. Juni  | Vincent Lato, Jr.    | US-amerikanischer Holzbläser                         | 77    |       |
| 1. Juni  | Bob Martin           | US-amerikanischer Saxophonist                        | 74    |       |

## Mai
| Tag     | Name                | Beruf, bekannt als                                       | Alter | Beleg |
| ------- | ------------------- | -------------------------------------------------------- | ----- | ----- |
| 30. Mai | Noel Kaletsky       | US-amerikanischer Holzbläser                             | 85    |       |
| 30. Mai | Dragan Vitković     | jugoslawisch-serbischer Schlagzeuger                     | 90    |       |
| 29. Mai | Dick Sheridan       | US-amerikanischer Schlagzeuger und Banjoist              | 87    |       |
| 28. Mai | Renald Deppe        | deutscher Holzbläser, Komponist und Musikmanager         | 67    |       |
| 26. Mai | Juan Carlos Formell | kubanischer Bassist, Gitarrist, Sänger und Komponist     | 59    |       |
| 26. Mai | Ron Parker          | US-amerikanischer Gitarrist                              | 84    |       |
| 26. Mai | Reuben Wilson       | US-amerikanischer Organist                               | 88    |       |
| 25. Mai | Stefan Nilsson      | schwedischer Pianist und Komponist                       | 67    |       |
| 24. Mai | İlham Gençer        | türkischer Pianist und Sänger                            | 100   |       |
| 24. Mai | Bill Lee            | US-amerikanischer Bassist                                | 94    |       |
| 24. Mai | Joachim Luhrmann    | deutscher Schlagzeuger                                   | 71    |       |
| 24. Mai | Cecilio Negrón, Jr. | US-amerikanischer Perkussionist                          | 47    |       |
| 23. Mai | Redd Holt           | US-amerikanischer Schlagzeuger                           | 91    |       |
| 23. Mai | Floyd Newman        | US-amerikanischer Saxophonist                            | 91    |       |
| 22. Mai | Hayes Kavanagh      | US-amerikanischer Wirtschaftsjurist und Bassist          | 82    |       |
| 22. Mai | Ferus Mustafov      | mazedonischer Saxophonist                                | 72    |       |
| 20. Mai | Jon Miller          | US-amerikanischer Musikproduzent                         | 80    |       |
| 20. Mai | Lars Rikberg        | finnischer Trompeter                                     | 95    |       |
| 19. Mai | Pete Brown          | britischer Singer-Songwriter                             | 82    |       |
| 17. Mai | Roger Greenberg     | US-amerikanischer Saxophonist                            |       |       |
| 17. Mai | Kelly Rusike        | zimbabwischer Bassist, Sänger und Produzent              |       |       |
| 15. Mai | Musa Manzini        | südafrikanischer Bassist                                 | 51    |       |
| 15. Mai | Klaus-Jürgen Weber  | deutscher Musikpädagoge                                  | 88    |       |
| 14. Mai | John Giblin         | britischer Rock- und Fusionmusiker                       | 71    |       |
| 14. Mai | Bernt Rosengren     | schwedischer Saxophonist                                 | 85    |       |
| 13. Mai | John „Doc“ Wilson   | US-amerikanischer Trompeter und Arrangeur                | 96    |       |
| 10. Mai | George Heid         | US-amerikanischer Tonmeister                             | 75    |       |
| 10. Mai | Federico Savina     | italienischer Dozent, Tonmeister und Musiker             | 87    |       |
| 9. Mai  | Maggie Pelleyá      | kubanisch-US-amerikanische Rundfunk- und Musik-Managerin | 72    |       |
| 8. Mai  | Jen Wilson          | britische Pianistin und Musikhistorikerin                | 78    |       |
| 6. Mai  | Jack Wilkins        | US-amerikanischer Gitarrist                              | 78    |       |
| 6. Mai  | Larry Smith         | US-amerikanischer Saxophonist                            | 79    |       |
| 5. Mai  | Sam Jackson         | US-amerikanischer Schlagzeuger und Perkussionist         |       |       |
| 5. Mai  | Chris Strachwitz    | US-amerikanischer Musikproduzent                         | 91    |       |
| 4. Mai  | Karaikudi Mani      | indischer Weltmusiker                                    | 77    |       |
| 3. Mai  | Linda Lewis         | britische Sängerin                                       | 72    |       |
| 3. Mai  | Leon Rollerson      | US-amerikanischer Bassist                                | 74    |       |
| 1. Mai  | Zbigniew Jakubek    | polnischer Pianist                                       | 61    |       |

## April
| Tag       | Name                    | Beruf, bekannt als                                                     | Alter | Beleg |
| --------- | ----------------------- | ---------------------------------------------------------------------- | ----- | ----- |
| 30. April | Clifford Moses          | südafrikanischer Gitarrist                                             | 84    |       |
| 30. April | Chris Qua               | australischer Bassist                                                  | 71    |       |
| 29. April | Jim Milan               | US-amerikanischer Trompeter                                            | 101   |       |
| 29. April | Don Sebesky             | US-amerikanischer Posaunist und Arrangeur                              | 85    |       |
| 29. April | Richard B. Woodward     | US-amerikanischer Journalist                                           | 70    |       |
| 28. April | Kerry Cavett            | US-amerikanischer Saxophonist                                          | 78    |       |
| 28. April | Jim Hacker              | US-amerikanischer Trompeter                                            | 55    |       |
| 25. April | Harry Belafonte         | US-amerikanischer Sänger, Schauspieler, Entertainer und Bürgerrechtler | 96    |       |
| 25. April | Bill Miele              | US-amerikanischer Bassist                                              | 71    |       |
| 24. April | Eliana Burki            | Schweizer Musiker                                                      | 39    |       |
| 24. April | Gus Tripilas            | US-amerikanischer Schlagzeuger                                         | 95    |       |
| 23. April | Ralph Humphrey          | US-amerikanischer Schlagzeuger                                         | 78    |       |
| 19. April | Franz Biffiger          | Schweizer Architekt, Pianist und Politiker                             | 84    |       |
| 18. April | Serhiy Artemov          | ukrainischer Bassist                                                   |       |       |
| 18. April | Don Rader               | US-amerikanischer Trompeter und Arrangeur                              | 87    |       |
| 18. April | Ádám Török              | ungarischer Flötist                                                    | 75    |       |
| 17. April | Ivan Conti              | brasilianischer Schlagzeuger                                           | 76    |       |
| 16. April | Herschel Dwellingham    | US-amerikanischer Schlagzeuger                                         | 78    |       |
| 16. April | Ahmad Jamal             | US-amerikanischer Pianist                                              | 92    |       |
| 15. April | Peter Badie             | US-amerikanischer Bassist                                              | 97    |       |
| 14. April | Steve Gnitka            | US-amerikanischer Gitarrist                                            | 69    |       |
| 14. April | Bob Gusch               | US-amerikanischer Holzbläser                                           |       |       |
| 12. April | Gail Christian          | US-amerikanische Journalistin und Musikveranstalterin                  | 83    |       |
| 11. April | Siegfried „Bibi“ Kreutz | deutscher Pianist                                                      | 86    |       |
| 10. April | Rob Boone               | US-amerikanischer Posaunist                                            | 47    |       |
| 9. April  | Karl Berger             | deutscher Vibraphonist und Pianist                                     | 88    |       |
| 8. April  | Michel Bos              | französischer Trompeter                                                |       |       |
| 7. April  | Kidd Jordan             | US-amerikanischer Holzbläser                                           | 87    |       |
| 6. April  | Harrison Bankhead       | US-amerikanischer Bassist                                              | 68    |       |
| 5. April  | Dusko Goykovich         | serbischer Trompeter                                                   | 91    |       |
| 5. April  | Alfons Zschockelt       | deutscher Jurist und Jazzmusiker                                       | 88    |       |
| 4. April  | Gino Sambuco            | US-amerikanischer Geiger                                               | 92    |       |
| 4. April  | Bill Snodgrass          | US-amerikanischer Hochschullehrer, Arrangeur und Komponist             | 77    |       |
| 3. April  | Steve Eckels            | US-amerikanischer Gitarrist                                            | 67    |       |
| 3. April  | Lauri Tornivuori        | finnischer Pianist und Organist                                        | 87    |       |
| 1. April  | John Betsey             | US-amerikanischer Schlagzeuger                                         | 55    |       |
| 1. April  | Kwame Brathwaite        | US-amerikanischer Fotograf                                             | 85    |       |

## März
| Tag      | Name                         | Beruf, bekannt als                                                          | Alter | Beleg |
| -------- | ---------------------------- | --------------------------------------------------------------------------- | ----- | ----- |
| 30. März | José Duarte                  | portugiesischer Autor und Musikproduzent                                    | 84    |       |
| 30. März | Jouni Hokkanen               | finnischer Bassist                                                          | ≈61   |       |
| 28. März | Ryuichi Sakamoto             | japanischer Filmkomponist, Musiker, Schauspieler und Produzent              | 71    |       |
| 27. März | Rusty Russell                | US-amerikanischer Autor, Fotograf und Gitarrist                             | 66    |       |
| 26. März | Emahoy Tsegué-Maryam Guèbrou | äthiopische Pianistin, Komponistin und Nonne                                | 99    |       |
| 24. März | Ken Franckling               | US-amerikanischer Fotograf und Musikjournalist                              |       |       |
| 24. März | Christopher Porché West      | US-amerikanischer Fotograf                                                  | 65    |       |
| 23. März | Donald Moely                 | US-amerikanischerTrompeter und Hochschullehrer                              | 81    |       |
| 23. März | Harald Neuwirth              | österreichischer Pianist                                                    | 84    |       |
| 23. März | Bernard Siffert              | Schweizer Gitarrist                                                         | 66    |       |
| 22. März | Andrew Crisanti              | US-amerikanischer Klarinettist                                              | 88    |       |
| 22. März | Günther Kieser               | deutscher Grafiker                                                          | 92    |       |
| 17. März | Fuzzy Haskins                | US-amerikanischer Sänger                                                    | 81    |       |
| 16. März | Tony Coe                     | britischer Holzbläser                                                       | 88    |       |
| 15. März | Théo de Barros               | brasilianischer Musiker                                                     | 80    |       |
| 14. März | Bobby Caldwell               | US-amerikanischer R&B-Sänger                                                | 71    |       |
| 13. März | Richard Burkart              | US-amerikanischer Trompeter und Hochschullehrer                             | 91    |       |
| 13. März | Simon Booth                  | britischer Gitarrist, DJ und Sänger                                         | 67    |       |
| 13. März | Jim Gordon                   | US-amerikanischer Schlagzeuger                                              | 77    |       |
| 13. März | Curly Martin                 | US-amerikanischer Schlagzeuger                                              | 79    |       |
| 11. März | Dave Kamien                  | US-amerikanischer Pianist, Dirigent und Komponist                           | 94    |       |
| 10. März | Bebeto Castilho              | brasilianischer Sänger und Multiinstrumentalist                             | 83    |       |
| 9. März  | Robin Lumley                 | britischer Fusionmusiker                                                    | 74    |       |
| 9. März  | Polito Vega                  | US-amerikanischer Rundfunk-Moderator                                        | 84    |       |
| 8. März  | Marcel Amont                 | französischer Sänger                                                        | 93    |       |
| 8. März  | Marianne Brull               | schweizerisch-spanische Musikveranstalterin, Politaktivistin und Verlegerin | 87    |       |
| 8. März  | Alan Wormald                 | britischer Gitarrist                                                        | 62    |       |
| 7. März  | Kenneth Lewis                | US-amerikanischer Bassist                                                   | 52    |       |
| 7. März  | Víctor Luque                 | spanischer Gitarrist                                                        | 84    |       |
| 3. März  | Carlos Garnett               | US-amerikanischer Saxophonist                                               | 84    |       |
| 3. März  | Harry Künzel                 | deutscher Klarinettist                                                      | 90    |       |
| 3. März  | David Lindley                | US-amerikanischer Multiinstrumentalist                                      | 78    |       |
| 3. März  | Ross Wilby                   | US-amerikanischer Autor                                                     | 88    |       |
| 2. März  | Wayne Shorter                | US-amerikanischer Saxophonist                                               | 89    |       |
| 1. März  | Wally Fawkes                 | britischer Klarinettist, Zeichner, Karikaturist und Illustrator             | 98    |       |
| 1. März  | Scott Feiner                 | US-amerikanischer Gitarrist und Pandeiro-Spieler                            | 54    |       |
| 1. März  | John Goulart                 | US-amerikanischer Gitarrist                                                 | 81    |       |
| 1. März  | Ida McBeth                   | US-amerikanische Sängerin                                                   | 70    |       |
| 1. März  | Eunice Newkirk               | US-amerikanische Sängerin                                                   | 83    |       |

## Februar
| Tag         | Name               | Beruf, bekannt als                                     | Alter | Beleg |
| ----------- | ------------------ | ------------------------------------------------------ | ----- | ----- |
| 28. Februar | Allen Imbach       | US-amerikanischer Posaunist                            | 84    |       |
| 28. Februar | Tamaz Kurashvili   | georgischer Bassist                                    | 75    |       |
| 28. Februar | Toninho Ramos      | brasilianischer Gitarrist                              | 80    |       |
| 28. Februar | Jay Weston         | US-amerikanischer Filmproduzent (Lady Sings the Blues) | 93    |       |
| 28. Februar | Steve Zeldman      | US-amerikanischer Schlagzeuger                         |       |       |
| 26. Februar | Helmut Forsthoff   | deutscher Saxophonist und Flötist                      | 78    |       |
| 25. Februar | Larry Roland       | US-amerikanischer Bassist und Lyriker                  | 73    |       |
| 25. Februar | Carl Saunders      | US-amerikanischer Trompeter                            | 80    |       |
| 24. Februar | Michael Blackwood  | US-amerikanischer Dokumentarfilmer                     | 88    |       |
| 23. Februar | William Dexter     | US-amerikanischer Trompeter                            | 74    |       |
| 22. Februar | Germano Mathias    | brasilianischer Samba-Sänger und -Komponist            | 88    |       |
| 22. Februar | Rodger Parrett     | Trompeter                                              | 86    |       |
| 21. Februar | Daniel Bourquin    | Schweizer Saxophonist                                  | 77    |       |
| 21. Februar | Richie Frost       | US-amerikanischer Schlagzeuger                         | 95    |       |
| 20. Februar | Victor Brox        | britischer Multiinstrumentalist und Sänger             | 82    |       |
| 19. Februar | Jann Parker        | US-amerikanische Sängerin                              |       |       |
| 18. Februar | Dick Shallberg     | US-amerikanischer Gitarrist und Banjospieler           | 90    |       |
| 17. Februar | Jerry Dodgion      | US-amerikanischer Saxophonist und Flötist              | 90    |       |
| 17. Februar | Gerald Fried       | US-amerikanischer Filmkomponist und Musiker            | 95    |       |
| 16. Februar | Chuck Jackson      | US-amerikanischer R&B- und Soul-Sänger                 | 85    |       |
| 14. Februar | Carolyn Davenport  | US-amerikanische Pianistin und Komponistin             | 93    |       |
| 14. Februar | Alain Goraguer     | französischer Pianist, Arrangeur und Komponist         | 91    |       |
| 13. Februar | Guido Basso        | kanadischer Trompeter                                  | 85    |       |
| 13. Februar | Sebastian Nay      | deutscher Schlagzeuger                                 | 57    |       |
| 13. Februar | Dane Terry         | US-amerikanischer Harmonikaspieler                     | 67    |       |
| 12. Februar | Roger Bobo         | US-amerikanischer Tubist und Hornist                   | 84    |       |
| 10. Februar | Toni Harper        | US-amerikanische Pop- und Jazz-Sängerin                | 85    |       |
| 9. Februar  | Piero Montanari    | italienischer Bassist                                  | 75    |       |
| 9. Februar  | Lewis Spratlan     | US-amerikanischer Komponist und Hochschullehrer        | 82    |       |
| 8. Februar  | Burt Bacharach     | US-amerikanischer Komponist                            | 94    |       |
| 8. Februar  | Dennis Lotis       | britischer Sänger                                      | 97    |       |
| 7. Februar  | Ronald Lipka       | US-amerikanischer Musikpädagoge                        | 88    |       |
| 7. Februar  | Geneva Price       | US-amerikanische Sängerin                              | 93    |       |
| 3. Februar  | Jack Taylor        | US-amerikanischer Rundfunkmoderator                    | 94    |       |
| 2. Februar  | Ulf Andersson      | schwedischer Holzbläser                                | 82    |       |
| 2. Februar  | Norm Karkruff      | US-amerikanischer Pianist                              | 89    |       |
| 2. Februar  | Petri Keskitalo    | finnischer Tubist                                      | 50    |       |
| 2. Februar  | Butch Miles        | US-amerikanischer Schlagzeuger                         | 78    |       |
| 2. Februar  | John Wurr          | britischer Saxophonist und Klarinettist                | 82    |       |
| 1. Februar  | Kit Hesketh-Harvey | britischer Sänger                                      | 65    |       |

## Januar
| Tag        | Name                      | Beruf, bekannt als                                                                | Alter | Beleg |
| ---------- | ------------------------- | --------------------------------------------------------------------------------- | ----- | ----- |
| 31. Januar | Armando de Sequeira Romeu | kubanischer Multiinstrumentalist, Bandleader und Komponist                        | 85    |       |
| 29. Januar | Barrett Strong            | US-amerikanischer Songwriter und Sänger                                           | 81    |       |
| 25. Januar | Hermann Breuer            | deutscher Posaunist und Pianist                                                   | 80    |       |
| 25. Januar | Ojeda Penn                | US-amerikanischer Pianist                                                         | 79    |       |
| 25. Januar | Héctor Rey                | puerto-ricanischer Salsa-Sänger                                                   | 54    |       |
| 24. Januar | Raymond Cajuste           | haitianischer Sänger                                                              | 75    |       |
| 24. Januar | John Foss                 | US-amerikanischer Trompeter                                                       | 86    |       |
| 23. Januar | Carol Sloane              | US-amerikanische Sängerin                                                         | 85    |       |
| 22. Januar | Ted Casher                | US-amerikanischer Saxophonist und Klarinettist                                    | 85    |       |
| 22. Januar | Helmut Viertl             | deutscher Kulturschaffender und Vibraphonist                                      | 86    |       |
| 22. Januar | Ronald Willis             | US-amerikanischer Saxophonist                                                     | 74    |       |
| 21. Januar | Pete Blue                 | US-amerikanischer Pianist, Orchesterleiter und Arrangeur                          | 87    |       |
| 21. Januar | Susi Hyldgaard            | dänische Sängerin, Pianistin und Komponistin                                      | 59    |       |
| 20. Januar | Jamie Colpitts            | US-amerikanischer Gitarrist                                                       | 91    |       |
| 20. Januar | Stella Chiweshe           | simbabwische Mbiraspielerin und Sängerin                                          | 76    |       |
| 18. Januar | Marcel Zanini             | französischer Jazzmusiker und Chansonier                                          | 99    |       |
| 17. Januar | Ricky Diaz                | US-amerikanischer Pianist und Orchesterleiter                                     | 91    |       |
| 17. Januar | Renée Geyer               | australische Sängerin                                                             | 69    |       |
| 17. Januar | Richard Oesterreicher     | österreichischer Dirigent und Jazzmusiker                                         | 90    |       |
| 17. Januar | Pete Whelan               | US-amerikanischer Musikproduzent, Verleger und SchallplattenSammler               | 93    |       |
| 16. Januar | Carmen Caramanica         | US-amerikanischer Gitarrist                                                       | 77    |       |
| 16. Januar | Rasul Siddik              | US-amerikanischer Trompeter                                                       | 73    |       |
| 15. Januar | Thomasina Winslow         | US-amerikanische Bluessängerin                                                    | 57    |       |
| 14. Januar | Udo Moll                  | deutscher Trompeter und Komponist                                                 | 56    |       |
| 11. Januar | Luiz Orlando Carneiro     | brasilianischer Musikjournalist                                                   | 84    |       |
| 10. Januar | Jeff Beck                 | britischer Gitarrist                                                              | 78    |       |
| 10. Januar | Dennis Budimir            | US-amerikanischer Gitarrist                                                       | 84    |       |
| 9. Januar  | Marcus Girvan             | US-amerikanischer Musikhistoriker und Diskograf                                   |       |       |
| 9. Januar  | Jürgen Hintsche           | deutscher Banjospieler                                                            | 79    |       |
| 9. Januar  | Ben Seawell               | US-amerikanischer Bassist                                                         | 65    |       |
| 6. Januar  | John Delia                | US-amerikanischer Musiker                                                         | 80    |       |
| 5. Januar  | Gordy Harmon              | US-amerikanischer Soulsänger                                                      | 79    |       |
| 5. Januar  | Michael Snow              | kanadischer Filmregisseur, Maler, Bildhauer, Schriftsteller, Fotograf und Pianist | 94    |       |
| 3. Januar  | Gabrielle Agachiko        | US-amerikanische Sängerin                                                         |       |       |
| 2. Januar  | Danny Heath               | US-amerikanischer Posaunist und Sänger                                            | 50    |       |
| 1. Januar  | Pat Steel                 | kanadische Sängerin                                                               | 86    |       |
| 1. Januar  | Buddy Trumbo              | US-amerikanischer Schlagzeuger                                                    | 93    |       |
| 1. Januar  | Jay Tyer                  | US-amerikanischer Gitarrist                                                       | 65    |       |
| 1. Januar  | Lázaro Valdés             | kubanischer Pianist                                                               | 82    |       |
| 1. Januar  | Fred White                | US-amerikanischer Schlagzeuger                                                    | 67    |       |

## Datum unbekannt
| Tag                                  | Name                         | Beruf, bekannt als                                                            | Alter |       |  |
| ------------------------------------ | ---------------------------- | ----------------------------------------------------------------------------- | ----- | ----- |  |
| Tod bekannt gegeben am 28. Dezember  | Mbongeni Ngema               | südafrikanischer Komponist                                                    | 68    |       |  |
| Tod bekannt gegeben am 24. Dezember  | Bob Nyabinde                 | zimbabwischer Gitarrist                                                       | 68    |       |  |
| Tod bekannt gegeben am 27. November  | Rona Hartner                 | französische Sängerin                                                         | 50    |       |  |
| Tod bekannt gegeben am 27. November  | Joseph Meo                   | US-amerikanischer Saxophonist                                                 | 81    |       |  |
| Tod bekannt gegeben am 22. November  | Paul Seitz                   | französischer Schlagzeuger                                                    | 27    |       |  |
| Tod bekannt gegeben am 2. November   | Massimo Baruffaldi           | italienischer Bassist                                                         |       |       |  |
| Tod bekannt gegeben am 2. November   | Pierre Dutour                | französischer Trompeter und Arrangeur                                         | 91    |       |  |
| Tod bekannt gegeben am 29. Oktober   | Orlando Marin                | US-amerikanischer Salsamusiker                                                | 88    |       |  |
| Tod bekannt gegeben am 27. Oktober   | Nada Knežević                | serbische Sängerin                                                            | 83    |       |  |
| Tod bekannt gegeben am 23. Oktober   | Jim DeJong                   | US-amerikanischer Jazzförderer und Mitbegründer des Jazz Institute of Chicago | 81    |       |  |
| Tod bekannt gegeben am 17. Oktober   | Drey Davis                   | US-amerikanischer Schlagzeuger                                                | 29    |       |  |
| Tod bekannt gegeben am 16. Oktober   | Charly Opriel                | deutscher Bassist                                                             | 87    |       |  |
| Tod bekannt gegeben am 2. Oktober    | Linsey Anne Govoni           | britische Trompeterin                                                         | 42    |       |  |
| Tod bekannt gegeben am 18. September | Niels Rosendahl              | australischer Saxophonist                                                     |       |       |  |
| Tod bekannt gegeben am 5. September  | Bugs Beddow                  | US-amerikanischer Posaunist                                                   | 70    |       |  |
| Tod bekannt gegeben am 5. September  | Gordon Whitworth             | britischer Trompeter                                                          |       |       |  |
| Tod bekannt gegeben am 4. September  | Rob Kruisman                 | niederländischer Saxophonist                                                  | 76    |       |  |
| Tod bekannt gegeben am 28. August    | Jamie Crick                  | britischer Rundfunkmoderator                                                  | 57    |       |  |
| Tod bekannt gegeben am 8. August     | Orazio Villaboni             | italienischer Klarinettist                                                    | 90    |       |  |
| Tod bekannt gegeben am 6. August     | Catt Sirten                  | US-amerikanischer Rundfunkmoderator                                           | 68    |       |  |
| Tod bekannt gegeben am 1. August     | Dieter Höfker                | deutscher Plattenladenbetreiber, Konzertveranstalter, DJ und Musikproduzent   | 70    |       |  |
| Tod bekannt gegeben am 25. Juli      | Al Needham                   | britischer Klarinettist                                                       | 92    |       |  |
| Tod bekannt gegeben am 17. Juli      | Philippe „Doudou“ Cuillerier | französischer Gitarrist                                                       | 61    |       |  |
| Tod bekannt gegeben am 15. Juli      | Bobby Minicucci              | US-amerikanischer Jazzclubbesitzer                                            | 89    |       |  |
| Tod bekannt gegeben am 13. Juli      | John Nasshan                 | US-amerikanischer Schlagzeuger                                                |       |       |  |
| Tod bekannt gegeben am 11. Juli      | Christian Rose               | französischer Fotograf                                                        | 77    |       |  |
| Tod bekannt gegeben am 11. Juli      | Mick Sexton                  | britischer Bassist und Promoter                                               |       |       |  |
| Tod bekannt gegeben am 3. Juli       | Howie Shear                  | US-amerikanischer Trompeter                                                   | 68    |       |  |
| Tod bekannt gegeben am 15. Juni      | Jackie Williams              | US-amerikanischer Schlagzeuger                                                | 90    |       |  |
| Tod bekannt gegeben am 28. Juni      | Tim T-Bone Williams          | US-amerikanischer Posaunist                                                   |       | [ 3 ] |  |
| Tod bekannt gegeben am 28. Mai       | Daniela Zedda                | italienische Fotografin                                                       | 64    |       |  |
| Tod bekannt gegeben am 24. Mai       | Paula Langlands              | australische Sängerin und Rundfunkmoderatorin                                 |       |       |  |
| Tod bekannt gegeben am 19. Mai       | Gunnar Malmgren              | schwedischer Saxophonist                                                      | 94    |       |  |
| Tod bekannt gegeben am 17. Mai       | Klaus Dieter Krawitz         | deutscher Musikveranstalter                                                   |       |       |  |
| Tod bekannt gegeben am 16. Mai       | Coen Hofmann                 | niederländischer Diskograph und Typograph                                     | 84    | [ 4 ] |  |
| Tod bekannt gegeben am 13. Mai       | Mike Naylor                  | britischer Schlagzeuger                                                       | 80    |       |  |
| Tod bekannt gegeben am 9. Mai        | Carmen Brown                 | US-amerikanische Rundfunkmoderatorin                                          |       |       |  |
| Tod bekannt gegeben am 5. Mai        | Dawit Firew Hailu            | äthiopischer Musiker                                                          | 45    |       |  |
| Tod bekannt gegeben am 26. April     | Billy Emerson                | US-amerikanischer Blues-, R&B- und Gospel-Musiker                             | 97    |       |  |
| Tod bekannt gegeben am 12. April     | Pat DeRosa                   | US-amerikanischer Saxophonist                                                 | 101   |       |  |
| Tod bekannt gegeben am 8. April      | Chris Lange                  | Schweizer Bluesmusiker                                                        | 81    |       |  |
| Tod bekannt gegeben am 7. April      | Yves Chamberland             | französischer Tonmeister und Musikproduzent                                   | 90    |       |  |
| Tod bekannt gegeben am 6. April      | Kay Denison                  | kanadische Pianistin                                                          | 97    |       |  |
| Tod bekannt gegeben am 2. April      | Vera Tisheff Svezia          | US-amerikanische Pianistin und Musikpädagogin                                 | 86/87 |       |  |
| Tod bekannt gegeben am 17. März      | Emahoy Tsegué-Maryam Guèbrou | äthiopische Pianistin und Nonne                                               | 99    |       |  |
| Tod bekannt gegeben am 17. März      | Alex Abisheganaden           | singapurischer Gitarrist                                                      | 97    |       |  |
| Tod bekannt gegeben am 14. März      | Marianne Brull               | spanische Improvisationsmusikerin                                             | 87    |       |  |
| Tod bekannt gegeben am 14. März      | Gloria Bosman                | südafrikanische Sängerin und Songwriterin                                     | 50    |       |  |
| Tod bekannt gegeben am 14. März      | Lynette Irwin                | australische Musikveranstalterin                                              |       |       |  |
| Tod bekannt gegeben am 12. März      | Walton Dangarembizi          | britischer Musikveranstalter                                                  | 66    |       |  |
| Tod bekannt gegeben am 7. März       | Mike Peters                  | britischer Trompeter                                                          | 89    |       |  |
| Tod bekannt gegeben am 28. Februar   | Ronald McFadden              | US-amerikanischer Musiker, Sänger und Tänzwer                                 | 66    |       |  |
| Tod bekannt gegeben am 28. Februar   | Alan Rigg                    | US-amerikanischer Sänger                                                      | 69    |       |  |
| Tod bekannt gegeben am 27. Februar   | Ismaïla Touré                | senegalesischer Musiker                                                       | 73    |       |  |
| Tod bekannt gegeben am 10. Februar   | Dix Bruce                    | US-amerikanischer Gitarrist                                                   | 70    |       |  |
| Tod bekannt gegeben an 6. Februar    | Julie Sudiro                 | malaiische Sängerin                                                           | 80    |       |  |
| Tod bekannt gegeben am 1. Februar    | Alan Bates                   | britischer Musikproduzent                                                     | 97    |       |  |
| Tod bekannt gegeben am 17. Januar    | Josette Sainte Marie-Bortot  | französische Rundfunk-Journalistin                                            | 88    |       |  |
| Tod bekannt gegeben am 9. Januar     | John Gant                    | britischer Schlagzeuger                                                       | 87    |       |  |
| tot aufgefunden am 1. Januar         | Christiane Ufholz            | deutsche Sängerin                                                             | 75    |       |  |